# Trail (Minnesota)
Pour les articles homonymes, voir Trail.
Trail est une ville américaine située dans le comté de Polk, dans le Minnesota. Selon le recensement de 2010, sa population est de 46 habitants.